# Avrillé (Maine y Loira)
Avrillé es una comuna y población de Francia, en la región de Países del Loira, departamento de Maine y Loira, en el distrito de Angers y cantón de Angers-Nord-Ouest.
Está integrada en la Communauté d’agglomération Angers Loire Métropole .

## Demografía
| ... | 484 | 591 | 790 | 1 273 | 1 058 | 1 203 | 1 055 | 1 064 | 985 | 988 | 959 | 964 | 1 003 | 942 | 911 | 1 018 | 1 163 | 1 063 | 1 047 | 886 | 1 104 | 1 422 | 1 640 | 1 604 | 2 218 | 3 034 | 4 603 | 9 386 | 10 811 | 12 878 | 12 991 | 12 663 |
| Para los censos de 1962 a 1999 la población legal corresponde a la población sin duplicidades (Fuente: INSEE [Consultar]) |     |     |     |       |       |       |       |       |     |     |     |     |       |     |     |       |       |       |       |     |       |       |       |       |       |       |       |       |        |        |        |        |

Forma parte de la aglomeración urbana de Angers.